# Итальянская радикальная партия
Итальянская радикальная партия (итал. Partito Radicale Italiano) — радикальная политическая партия существовавшая в Итальянском королевстве с 1904 по 1922 год. Была преемницей радикально-либеральной партии «Крайне левая», созданной в 1877 году итальянским революционером, сподвижником Джузеппе Гарибальди Агостино Бертани. В некоторых исторических исследованиях партия называется Историческая радикальная, по аналогии с Историческими правыми и Историческими левыми, с тем, чтобы избежать путаницы с Радикальной партией второй половины XX века.

## Идеология
Итальянская радикальная партия являлась наследницей партии «Крайне левая», придерживавшейся антиклерикальных, демократических и республиканских взглядов в духе таких деятелей итальянского Рисорджименто как Джузеппе Мадзини и Джузеппе Гарибальди, на которых сильное влияние оказали философ и писатель Карло Каттанео и революционер и патриот Карло Пизакане.
Радикалы выступали за полное отделение церкви от государства, децентрализацию и развитие местного самоуправления, создание Соединённых Штатов Европы в соответствии с идеей Карло Каттанео, прогрессивное налогообложение, независимый суд, бесплатное и обязательное образование для всех детей, всеобщее избирательное право, в защиту прав женщин и трудящихся, против смертной казни, любого вида протекционизма, национализма, империализма и колониализма.

## История
Итальянская радикальная партия была сформирована на Национальном конгрессе «Крайне левой», состоявшемся в Риме 27—30 мая 1904 года. Партия с самого начала разделилась на два течения. Лидером одного из них, более умеренного, стал адвокат и депутат Этторе Сакки, при котором радикалы участвовали в правительстве либерала Джованни Джолитти. Другое течение, более радикальное, возглавил адвокат и парламентарий Джузеппе Маркора, с 1904-го по 1919 год четыре раза избиравшийся президентом Палаты депутатов (в общей сложности возглавлял её более 14 лет). С момента создания радикалы неоднозначно относились к либеральному политику Джованни Джолитти, который с 1903 по 1914 годы трижды становился главой Совета министров Италии, проведя в этот период на этом посту в общей сложности почти 8 лет. В 1904—1905 годах часть депутатов-радикалов поддерживали второе правительство Джолитти, но затем, разочаровавшись в своём ожидании демократических реформ, способствовали его падению 12 марта 1905 года.
После отставки Джолитти новым премьер-министром стал либерал Алессандро Фортис, ранее он был радикальным республиканцем и воевал под началом Гарибальди. Большая часть депутатской группы Радикальной партии предпочли встать в оппозицию новому кабинету, обвиняя его в отсутствии ясности и излишней гибкости. В то же время два депутата-радикала согласились занять посты в правительстве. После падения второго кабинета Фортиса, Сакки заключил сделку с лидером правых Сиднеем Соннино для формирования правительства. Новый кабинет оказался весьма разнородным, в него помимо правых и радикалов также вошли представители социалистов и республиканцов, объединённые желанием не допустить возвращения в Совет министров Джолитти. Неудивительно, что кабинет Соннино просуществовал менее 4 месяцев. Уже в мае 1906 года правительство Италии вновь возглавил Джолитти.
В 1907 году радикалы добились большого успеха на выборах мэра Рима, победу на которых одержал член партии Эрнесто Натан, получивший поддержку социалистов и республиканцев. В ноябре 1911 года Натан добился переизбрания и покинул мэрию через два года. На посту мэра Натан занимался развитием светской системы образования, в том числе профессионального, утвердил первый в истории Рима Генеральный план развития города, способствовал муниципализации электроэнергетики и трамвая, начал политику общественных работ, активно открывал детские сады. При Эрнесто Натане были построены ряд зданий и сооружений, ставших символами Рима как столицы королевства: монумент в честь первого короля объединённой Италии Виктора Эммануила II, Дворец Правосудия, Национальный стадион (ныне «Фламинио»), первый современный объект для проведения спортивных мероприятий.
В 1910 году к власти пришло праволиберальное правительство Луиджи Луццатти, в котором поддержавшие его радикалы получили пост министра общественных работ. В 1911 году радикалы решили поддержать Джолитти, в четвёртый раз возглавившего Совет министров, за что Франческо Саверио Нитти был назначен министром сельского хозяйства, промышленности и торговли. Изменение отношения к Джолитти произошло как из-за смены лидеров Радикальной партии, так и из-за политической трансформации обеих партий. В то время как Джолитти позиционировал себя как левоцентристского политика и поддерживал многие радикальные реформы, радикалы постепенно смещались к политическому центру, становясь более умеренными.
Летом 1912 года Радикальная и Социалистическая партии смогли добиться введения в Италии Всеобщего избирательного права, хотя и только для мужчин. Количество лиц, имеющих право голосовать увеличилось почти в три раза, от трёх миллионов избирателей до более чем 8 600 000. Избирательная реформа была одобрена Джолитти в качестве платы за поддержку в ходе итало-турецкой войны. В результате на выборах 1913 года радикалы добились своего лучшего результата в истории, набрав 522 522 голосов (10,4 %), что позволило партии получить 62 места в Палате депутатов. В то же время, Джолитти, пытаясь сохранить ведущую роль своей партии пошёл на союз с католическими кругами. Перед выборами 1913 года он неофициально заключил так называемый Пакт Гентилони (итал. Patto Gentiloni), названный так в честь Винченцо Отторино Гентилони, главы Избирательного союза итальянских католиков (итал. Unione Elettorale Cattolica Italiana, UECI). Союз лидера либералов и умеренных клерикалов, как называли сторонников Гентилони, носил антирадикальный и антисоциалистический характер, и вызвал немало критики в рядах Либеральной партии и негативную реакцию со стороны самих радикалов. В феврале 1914 года на конгрессе Радикальной партии в Риме подавляющим большинством голосов было принято решение выйти из правительства. 21 марта 1914 года четвёртый кабинет Джолитти пал.
Накануне Первой мировой войны Радикальной партии, в целом продолжавшая следовать традициям Мадзини и Рисорджименто, продолжала занимать позицию левее центра. Эта линия в сочетании с отдалением от прежних союзников из Социалистической партии, привела радикалов к политической изоляции. Вновь войти в правительство они смогли в 1916 году, когда Паоло Боссели сформировал правительство национального единства. С 1917 по 1919 годы радикал Нитти занимал пост министра финансов в правительстве национального единства либерала Витторио Эмануэле Орландо.
Радикалы были традиционно сильны в Северной Италии (в первую очередь в Ломбардии, в частности, в северной провинции Сондрио и юго-восточной провинции Мантуя, на севере Венеции и Фриули-Венеции-Джулии, а также Эмилии-Романье) и Центральной Италии, особенно в Лацио. В 1900-х и 1910-х годах ситуация стала меняться. В Эмилии социалисты, а в Романье республиканцы увеличивали свою популярность за счёт традиционного электората Радикальной партии. Журналист и экономист Франческо Саверио Нитти, ещё до войны успевший побывать министром, после окончания Первой мировой войны выдвинулся на первые роли в партии. Будучи выходцем с Юга, где традиционно позиции радикалов были крайне слабы, он сумел изменить эту ситуацию. В результате голоса потерянные на Севере партия сумела компенсировать за счёт укрепления своих позиций в Южной Италии, где она ранее практически не была представлена, и в Венето, где в течение почти двадцати лет неизменно побеждала в одномандатных округах Венеции и Падуи.
23 июня 1919 года Нитти стал первым радикалом, возглавившим правительство Италии, заняв одновременно пост министра внутренних дел. На выборах в ноябре того же года радикалы и несколько либеральных и демократических партий решили объединить свои усилия, выдвинув совместных кандидатов в более чем половине (54 %) избирательных округов страны. В результате коалиция либералов, демократов и радикалов смогла завоевать 96 мест.
Весной 1920 года Нитти исполнял обязанности министра колоний. Очень важной для премьера-радикала стала проблема демобилизации армии после Первой мировой войны, начал амнистию для дезертиров, активно занимался решением проблем отсталости и удовлетворения потребностей Южной Италии, а также столкнулся с ростом цен на хлеб, что вызывало недовольство населения. Подписав Версальский договор, которым многие итальянцы были крайне недовольны, он тем самым спровоцировал большие социальные волнения. Усугубил ситуацию кризис, связанный с военной экспедицией популярного писателя, поэта, драматурга и политика Габриэле Д'Аннунцио. 12 сентября 1919 года вооружённый отряд итальянских националистов под командованием писателя захватил хорватский город Риеку (итальянское название Фиуме). После этого д’Аннунцио провозгласил создание «свободного государства» Фиуме, а себя его правителем, фактически диктатором, присвоив титул «commandante». Не сумев решить эту проблему 16 июня 1920 года Нитти пришлось уйти в отставку.
На всеобщих выборах 1921 года радикалы решили повторить удачный опыт 1919 года. Они объединились с несколькими незначительными либеральными партиями, сформировав Демократическую либеральную партию. Новая организация получила 684 855 голосов (10,4 %) и 68 мест, особенно активно за неё голосовали в Пьемонте и на Юге.

### Радикалы и фашистский режим
12 июня 1921 года члены Палаты депутатов от Радикальной и Социал-демократической партий вместе с депутатами избранными по списку «Национального обновления» (итал. Rinnovamento Nazionale), представляющего участников Первой мировой, образовали единую парламентскую группу, названную «Социал-демократия» (итал. Democrazia Sociale). В общей сложности в группу вошло 65 депутатов. Аналогичная группа была сформирована в Сенате. 25 ноября 1921 года объединились несколько либерально-демократических и социал-демократических групп. Получившееся объединение стало самым многочисленным в парламенте, объединив 150 членов Палаты депутатов и 155 сенаторов. В январе 1922 года был создан «Национальный совет социал-демократов и радикалов» (итал. Consiglio nazionale della Democrazia Sociale e Radicale), который принял решение об объединении Социал-демократической и Радикальной партий. 26 апреля 1922 года в Риме состоялся первый съезд новой партии, названной «Социал-демократия». В то же время ряд видных деятелей Радикальной партии, таких как Франческо Саверио Нитти и Джулио Алессио отказались присоединиться к новой партии.
«Социал-демократия» поддержала правительство Муссолини, сформированное 31 октября 1922 года. В состав фашистского кабинета вошли два министра от социал-демократов, остававшиеся в нём до 4 февраля 1924 года. На всеобщих выборах 1924 года за список «Социал-демократии» проголосовали 111 035 избирателей (1,55 %), что позволило партии получить 10 мест в парламенте.
Хотя преемник Радикальной партии, «Социал-демократия», поддерживала Муссолини в первые годы фашистского режима, многие радикалы с самого начала, ещё до убийства депутата-социалиста Джакомо Маттеотти, придерживались строго антифашистских позиций. Среди них были журналист Пьеро Гобетти, издававший журнал «Либеральная революция», и Франческо Саверио Нитти, покинувший парламент в знак протеста против фашистского правительства. В ноябре 1924 года несколько независимых радикалов (Джулио Алессио, Пьеро Каламандреи, Меуччо Руини, Нелло Росселли и ряд других) присоединились к антифашистской партии Национальный союз либеральных и демократических сил, созданной Джованни Амендола, избранным в парламент в 1921 году по списку Демократической либеральной партии.

## Радикалы после Второй мировой войны
После Второй мировой войны некоторые бывшие радикалы во главе с Нитти присоединились к коалиции Национально-демократический союз, в которую также вошли Итальянская либеральная партия, Демократическая партия труда и некоторые другие либеральные, консервативные и монархические партии. На всеобщих выборах 1946 года коалиция заняла четвёртое место, получив 1 560 638 голосов избирателей (6,78 %) и 41 место в Палате депутатов. Вскоре она распалась. Некоторые левые радикалы присоединились к либерально-социалистической Партии действия (итал. Partito d'Azione, PdA), которая впрочем просуществовала недолго.
Радикалы, которые в начале своей истории были в крайней левой части итальянского политического спектра, со временем сместились к центру, который во второй половине XX века уверенно заняла Христианско-демократическая партия, ставшая на много лет ведущей политической силой в стране. В 1955 году лидер левого крыла Итальянской либеральной партии Марко Паннелла организовал новую Радикальную партию, позиционировав её как идеологического наследника радикалов Каваллотти. В дальнейшем партия Паннеллы стала основой для создания Транснациональной радикальной партии.

## Результаты выборов
| Год  | Список                           | Голоса  | %    | Места | Изменения |
| ---- | -------------------------------- | ------- | ---- | ----- | --------- |
| 1904 | Радикалы                         | —       | 7,28 | 37    | —         |
| 1909 | Радикалы                         | —       | 6,5  | 55    | ▲18       |
| 1913 | Радикалы                         | —       | 8,6  | 73    | ▲18       |
| 1919 | «Либералы, демократы и радикалы» | 904 195 | 15,9 | 96    | н/д       |

1. ↑  Коалиция радикалов с несколькими либеральными и демократическими партиями

## Известные члены
- Джулио Алессио (1853–1940) — экономист, профессор государственных финансов и финансового права, депутат, министр.
- Джузеппе Маркора (1841—1927) — адвокат, депутат и сенатор.
- Ромоло Мурри (1870—1944) — католический священник, которому запретили служить за вступление в партию, считается в Италии первым христианским демократом
- Франческо Саверио Нитти (1868—1953) — экономист, политик и государственный деятель, премьер-министр Италии (1919—1920).
- Ферруччо Парри (1890—1981) — публицист, лидером антифашистской Партии действий на оккупированных территориях, член Комитета национального освобождения Северной Италии, глава правительства национального единства в конце Второй мировой войны.
- Меуччо Руини (1877—1970) — депутат и министр, участник антифашистского сопротивления.
- Этторе Сакки (1851—1924) — адвокат, депутат.
- Эрминио Сипари (1879—1968) — натуралист и эколог, создатель и первый президент национального парка Абруццо, депутат, один из первых в мире сторонников устойчивого развития.

## Национальные конгрессы
- 27—30 мая 1904 — I в Риме.
- 1-4 июня 1905 — II в Риме.
- 30 мая—2 июня 1907 — III в Болонье.
- 28 ноября—1 декабря 1909 — IV в Риме.
- 9—11 ноября 1912 — V в Риме.
- 31 января—2 февраля 1914 — VI в Риме.

## Генеральные секретари
- 1904—1914 — Джованни Амичи (в 1912 к нему присоединился политической секретарь — Эрколе Мости-Тротти).
- 1919—1920 — Марио Чеволотто.
- 1920—1921 — Джино Бандини.
- 1921—1922 — Эрнесто Пьетрибони.